# Villa romana del Virginio
La Villa romana del Virginio è un sito archeologico di una villa romana del I secolo d.C. situata nel comune di Montelupo Fiorentino, in Toscana.

## Descrizione
L'edificio riportato alla luce mostra come esso sia il risultato di un progetto architettonico ben pensato. Questo lo possiamo vedere non solo dalle tecniche edilizie prescelte, usate in modo da consentire un risparmio nei costi di costruzione, ma anche dal fatto di rendere la struttura ottimale all'esposizione del sole. Ciò è visibile dalla sua disposizione lungo un asse che si sviluppa in senso sud-ovest/nord-est.
Le fondazioni sono state realizzate in pillore di fiume collocate allo stato grezzo nelle fosse di fondazione. Queste pietre sono reperibili in grande quantità lungo il letto del vicino fiume Pesa. Proseguendo verso la superficie troviamo una prima fila di pietre disposte in modo orizzontale, mentre al di sopra è stato collocato un corso di elementi formato da una o due lastre di travertino. Questa roccia, rara nella bassa Val di Pesa, la ritroviamo in discreta quantità alla base della collina che sta dietro al ritrovamento dove si è formata per lo scorrimento delle acque sotterranee. Al di sopra di quest'ultima roccia troviamo un filare in mattoni, usato in modo tale da ottenere un piano perfettamente livellato dal quale ripartire in sicurezza.
Questa disposizione a strati del materiale non è stata né riscontrata negli elevati delle murature più antiche né è stata, invece, applicata per le ristrutturazioni del lato di sud-ovest e dell'angolo orientale connesso, condotte nel corso del II secolo d.C., nel quale la tecnica di costruzione usata è quella dell'opus vittatum (o opus listatum). In questo caso sono stati disposti orizzontalmente una fila di mattoni alternati, in sostituzione al tufo, usato comunemente con questo tipo di sistema, a pillore di fiume spaccate.
Dal punto di vista strutturale il complesso edificato si articola in due parti: un corpo principale e un'area aggregata. Il corpo principale comprende il portico e il corpo centrale con vani terreni, mentre l'area aggregata si suddivide in ambienti aggregati, dalla funzione indefinita in quanto non ancora riportati alla luce, e strutture produttive. Dal punto di vista della frequentazione del luogo il portico e gli ambienti aggregati sono definiti come zona mista servizi e produzione, il corpo centrale con vani terreni è considerato come zona residenziale mentre le strutture produttive sono le zone di sola produzione.

### Il corpo principale

#### Il portico
Con ogni probabilità il portico è quel locale dove un tempo non solo si depositavano gli attrezzi agricoli e i raccolti che l'ambiente circostante offriva, ma doveva essere anche quel luogo della struttura dove venivano accumulate, in attesa di essere riempite di vino, le anfore prodotte dalla fornace domestica, e sostare, una volta sigillate, prima di essere spedite.
Questo vano si presenta come un ambiente privo di colonne di forma rettangolare lungo 64 m e largo 14 m, con una superficie di oltre 880 mq, il cui lato occidentale, un lungo muro largo 1,30 m, e probabilmente, in passato, anche piuttosto elevato, aveva delle finestre aperte ad un'adeguata altezza che avevano il compito di garantire l'illuminazione e l'aerazione del locale. Questo muro, che denota anche il fronte di nord-est della villa, affiancava l'antica strada di campagna, ripercorsa oggi dalla strada vicinale, la quale assicurava l'accesso alla villa, situato sul lato nord-est del corpo principale.
In parallelo, con una larghezza di 1,10 metri, si trova, invece, il lato orientale del portico. Questo muro, che determina il fronte occidentale del corpo di fabbrica della villa, trova il suo fine nella strutturazione dell'edificio. Mentre il lato breve di nord-est non ha subito modifiche nel corso del tempo, il muro opposto di sud-ovest è stato sicuramente rifatto completamente nel momento in cui si è deciso di realizzare le nuove terme della villa.
La parte interna delle due pareti più lunghe presenta i resti di 12 pilastri, posti a 4 metri di distanza ciascuno. Questo testimonia il fatto che il portico, in passato, doveva possedere un piano di calpestio superiore, ampio e coperto, destinato al soggiorno del padrone.

#### Il corpo centrale con vani terreni
Questa parte dell'edificio raggruppa al suo interno diversi ambienti, larghi 7 metri e lunghi al massimo una decina, divisi da pareti che si collegano al lato orientale del portico. Tale suddivisione comporta una compattezza strutturale tale da permettere di portare la larghezza del muro orientale della struttura fino a 60 cm. Sicuramente, un tempo, questa lunga parete doveva sorreggere un solaio coperto da un tetto di più piccole dimensioni rispetto a quello che si trovava sopra la parte residenziale situata sopra al portico.
I danni provocati dai lavori agricoli, praticati nel terreno del corso del tempo, non hanno permesso di stabilire le funzioni dei primi cinque ambienti, partendo dal lato di nord-est della struttura. Andando in direzione sud-ovest incontriamo le fauces, l'elemento d'ingresso dell'abitazione romana posto a metà del corpo centrale, caratterizzato per l'interruzione delle fondazioni.
Mentre non è ancora chiara la funzione dei vani 9 e 10, il vano 11 presenta invece tutte le caratteristiche di quel luogo che comunemente, nelle terme romane, era la sala per il bagno freddo, il frigidarium. Quest'ambiente, un tempo rivestito con lastre di marmo, conteneva una vasca che riceveva acqua attraverso un condotto. Questo condotto, che passava attraverso il vicino muro del tepidarium, consentiva anche la raccolta delle acque reflue in una cisterna, realizzata in mattoni ricurvi, posta al di sotto del piano pavimentale. Il tepidarium, ambiente usato per i bagni in acqua tiepida, conteneva una vasca profonda 60 cm, delimitata da una serie di muri rivestiti di malta idraulica che fungevano anche da panchina per la balneazione.
Il tepidarium confinava a sua volta con il calidarium, la sala riscaldata dove si poteva effettuare il bagno caldo o sudare. In modo particolare il bagno di sudore veniva effettuato nel laconicum, una grande vasca di forma circolare, la cui acqua bollente, a contatto col calore che usciva dal pavimento rialzato, causava la formazione di vapore. Il pavimento del calidarium, realizzato con strati di graniglia di marmo e serpentino ben lucidato in superficie, veniva sorretto dalle suspensurae, pilastrini ravvicinati, collocati sopra un piano fatto di calcina, formati da quattro mattoni quadrati sovrapposti, intorno ai quali circolava aria calda.
Questo sistema di riscaldamento usato dagli antichi Romani per riscaldare gli ambienti termali, che consiste nel far circolare sotto il pavimento e nelle pareti aria calda proveniente dalla fornace (praefurnium), viene chiamato ipocausto. La fornace è inoltre il luogo dove veniva riscaldata l'acqua destinata al calidarium. L'acqua, contenuta in una grande cisterna di metallo, posizionata sopra il forno, veniva indirizzata verso i diversi ambienti termali tramite tubature di metallo chiamate fistule.
Le pareti esterne del calidarium dovevano in passato essere risvestite con mattoni manubrianti (dotati di due prese sporgenti) mentre il soffitto doveva essere una volta a botte realizzata in opus caementicium, decorata con stucchi. Le murature dovevano inoltre contenere lastre di piombo con lo scopo di impedire all'umidità di raggiungere le parti superiori dell'edificio.
La parte orientale del calidarium dava sul sixtus, quello spazio, protetto da una tettoia, dove si praticavano gli esercizi fisici prima di sottoporsi ai bagni di vapore. Andando verso ovest, troviamo l'ambiente destinato alle abluzioni, un tempo rivestito di marmo e stucchi, con un'apertura per lo scarico dell'acqua effettuato nel muro. Accanto, i vani 16 e 17, identificati rispettivamente come spogliatoio e magazzino, i cui pavimenti sono stati realizzati in esagonette di terracotta. Infine, connesso al magazzino, nel punto più vicino alla collina, un tempo si trovava il castellum acquae, il serbatoio che doveva raccogliere l'acqua portata dal piccolo acquedotto, ottenuta da una fonte vicina.
La sistemazione degli ambienti termali fa pensare alla collocazione che le sale da pranzo (triclinia) e le camere da letto (cubicula) situate al piano superiore, dovevano avere. La frequentazione di questi ambienti variava a seconda della stagione: i luoghi destinati al soggiorno estivo si dovevano trovare sul lato nord-ovest della villa, grazie alla sua esposizione ai venti freschi, mentre sul lato opposto, si trovavano quelli destinati al soggiorno invernale, perché collocati sopra alla sala riscaldata del calidarium.

### Area aggregata

#### Strutture produttive
I terreni circostanti sono sufficienti a dimostrare che l'edificio riportato alla luce, con ogni probabilità, doveva avere un tempo una forte predisposizione ad attività come la cerealicoltura, la viticoltura e l'allevamento. In modo particolare la coltivazione della vite trova ulteriore conferma nelle due vasche (vani 6, 8) posizionate sotto la porta d'ingresso. Realizzate con pavimento in cocciopesto e malta idraulica, avevano il compito di raccogliere il liquido prodotto dalla spremitura dell'uva effettuata da un grande torchio (vano 24), fissato a terra e collocato davanti all'ingresso dell'edificio. Il liquido, che raggiungeva questi due vani tramite semplici aperture praticate nel pavimento, veniva infine trasferito in dolia o in anfore interrate a gruppi. Di quest'ultime sono state trovate tracce lungo il lato nord-est dell'edificio.
Il ritrovamento di fornaci testimonia il fatto che questo doveva essere anche un luogo dove venivano realizzate ceramiche di diversa natura. In una zona distante un centinaio di metri dall'edificio, in uno spazio sufficientemente adatto alla dispersione dei fumi, sono stati riportati alla luce i resti di un grande forno rettangolare. Collocato in una grande fossa di forma quadrangolare, in passato, doveva essere formato da sei archi che avevano lo scopo di sostenere il piano di cottura, al di sotto del quale si trovava il cinerario, l'ambiente destinato a contenere il combustibile, che terminava nel tunnel del praefurnium, il punto dove si garantiva il tiraggio dell'aria. Lo scopo di questo forno doveva essere quello di cuocere gli ultimi laterizi necessari al tetto dell'edificio.
Accanto si trovava un seccatoio, una bassa struttura di pietra destinata non solo a contenere manufatti che dovevano essere sottoposti a cottura, ma anche utilizzato per l'affumicazione di alcuni prodotti agricoli da depositare poi in magazzino.
Ceramica comune priva di rivestimento veniva invece cotta all'interno delle due piccole fornaci collocate nei pressi del corpo centrale della villa. Di forma rettangolare e collocata all'interno del portico, la prima struttura, realizzata in argilla concotta, doveva essere formata da tre archi a tutto sesto che sostenenvano il piano di cottura, al di sotto del quale si trovava un cinerario che si collegava all'esterno mediante un praefurnium a canale. Di precaria conservazione è invece la seconda fornace riportata alla luce di fianco ai muri orientali dei vani 1 e 2. Di questa sappiamo solo che si trattava di una struttura più antica rispetto alla precedente.